# Кандаурове
Кандау́рове —  село в Україні, у Кропивницькому районі Кіровоградської області. Населення становить 56 осіб. Входить до складу Великосеверинівської сільської громади.

## Населення
Згідно з переписом УРСР 1989 року чисельність наявного населення села становила 51 особа, з яких 22 чоловіки та 29 жінок.
За переписом населення України 2001 року в селі мешкало 56 осіб.

### Мова
Розподіл населення за рідною мовою за даними перепису 2001 року:
| Мова       | Відсоток |
| ---------- | -------- |
| українська | 96,43 %  |
| російська  | 3,57 %   |